# Penzing (Lengdorf)

Mühle, Penzing 5

Penzing ist ein Gemeindeteil der Gemeinde Lengdorf im Landkreis Erding in Oberbayern.

## Geographie
Der Weiler liegt 2,65 Kilometer südlich von Lengdorf und 1,65 km südlich von der Anschlussstelle Lengdorf der Bundesautobahn 94 entfernt. Der Ort liegt am linksseitigen Flussufer der Isen.

## Geschichte
Penzing wurde 1267 erstmals erwähnt und gehörte ursprünglich zur Obmannschaft Bachleiten in der freisingischen Herrschaft Burgrain. Die Ortsbezeichnung leitet sich vom Personennamen Penzo ab. Im Jahr 1739 bestand der Ort aus 7 Anwesen, von denen eins die Penzinger Mühle war. Durch die Säkularisation gelangte die Herrschaft Burgrain in den Besitz Kurpfalz-Bayerns (ab 1806 Königreich Bayern). Im Zuge der Neuordnung Bayerns (Gemeindeedikt 1818) wurde der Ort der Gemeinde Lengdorf und somit dem Bezirksamt Erding zugeschlagen. Penzing besaß durch den Bau der Bahnstrecke Thann-Matzbach–Isen–Haag ab dem 27. September 1900 mit dem 300 m östlich befindlichen Haltepunkt Bittlbach Anschluss an das Eisenbahnnetz bis zur Einstellung des Personenverkehrs am 28. September 1968.

### Bevölkerungsentwicklung
Bei der Volkszählung 1871 gab es in Penzing 15 Gebäude und 41 Einwohner, bei der Viehzählung 1873 gab es 9 Pferde und 45 Rinder. Im Mai 1987 lebten dort 47 Einwohner in den zwölf Wohnungen der neun Wohngebäude.

Penzing von Ost
Penzing von Südsüdwesten

| Jahr      | 1871 | 1925 | 1950 | 1970 | 1987 |
| Einwohner | 41   | 48   | 43   | 39   | 47   |